# Фердидурке
«Фердидурке» (пол. Ferdydurke) — роман польського письменника Вітольда Ґомбровича, який був опублікований у 1937 році. Це його перший і найбільш суперечливий роман.
Книгу називають «культовим романом».

## Коментар автора
Сам Ґомбрович писав про свій роман, що це не «...сатира на якийсь суспільний клас, не нігілістичний напад на культуру... Ми живемо в епоху бурхливих змін, прискореного розвитку, в якій усталені форми ламаються під тиском життя... Потреба знайти форму для того, що ще не дозріло, не викристалізувалося і не розвинулося, а також стогін від неможливості такого постулату — ось головне хвилювання моєї книжки».

## Аналіз
Роман описують як «медитацію на тему дурості та незрілості», а іншими його основними темами є трагедія переходу від незрілої, утопічної юності до дорослого життя та ступінь, до якого культура може інфантилізувати різні предмети.

## Огляди
Книга стала першим і найбільш суперечливим романом Ґомбровича. Відтоді його називають культовим романом. У 1995 році Воррен Ф. Мотте писав, що книга «є прикладом того рідкісного птаха літературного авангарду: текст, який зберігає, через десятиліття після першої публікації, здатність шокувати».

## Впливи
Серед творів, на які вплинула книга, — роман Яцека Дукая «Інші пісні».